# Not the End of the World
 (mai 2021).
Si vous disposez d'ouvrages ou d'articles de référence ou si vous connaissez des sites web de qualité traitant du thème abordé ici, merci de compléter l'article en donnant les références utiles à sa vérifiabilité et en les liant à la section « Notes et références ».
Singles de Katy Perry
Smile
(2020) Cry About It Later
(2021)
Not The End Of The World est une chanson de la chanteuse américaine Katy Perry extraite de son album Smile.
Il est le troisième titre de l'album. Le clip vidéo est sorti le même jour, il met en vedette Zooey Deschanel qui doit sauver le monde. La chanson contient un sample de la chanson Na Na Hey Hey Kiss Him Goodbye du groupe américain Steam.